# 中国人民政治协商会议全国委员会办公厅研究室
中国人民政治协商会议全国委员会办公厅研究室（简称全国政协办公厅研究室），是中国人民政治协商会议全国委员会机关的工作部门之一，隶属中国人民政治协商会议全国委员会办公厅。

## 沿革
1983年，全国政协办公厅被明确为正部级机构，下设8个局级机构，其中包括中国人民政治协商会议全国委员会研究室（简称全国政协研究室）。1995年办公厅调整内设机构，研究室和新闻办公室实行一个机构两块牌子。
2002年，全国政协机关机构改革后，新组建了中国人民政治协商会议全国委员会办公厅研究室（简称全国政协办公厅研究室）。2002年9月24日，全国政协办公厅研究室成立，升格为副部级机构，下设理论局、信息局、新闻局。全国政协秘书长郑万通到会并讲话。全国政协副秘书长赵喜明代表全国政协机关党组宣布了研究室领导班子名单，研究室主任卞晋平汇报了研究室工作思路。郑万通要求研究室“做好重要文稿的起草工作和重大调研课题的协调工作，加强统战理论和人民政协理论研究；贯彻积极稳妥的方针，做好新闻宣传的策划、协调和把关工作，加大人民政协的宣传力度；进一步做好反映社情民意工作，加快网络建设的发展。”全国政协副秘书长李昌鉴、齐续春、孙怀山、陈洪、傅志煌及机关各局室负责人出席成立大会。

## 机构设置
- 办公室（直属，处级）
- 理论局（副局级）
  - 理论研究处[3]
  - 政策法规研究处[4]
  - 综合调研处[5]
- 信息局（副局级）
  - 委员信息处[6]
  - 地方政协信息处[7]
  - 信息资料处

## 历任领导
全国政协研究室
| 主任 …… - 张一道（？—？） …… - 卞晋平（1995年4月—2002年8月，全国政协研究室主任兼新闻办公室主任） | 副主任 - 卞晋平（1990年5月—1994年4月，全国政协研究室副主任兼全国政协干部培训中心副主任） …… - 刘正东（2000年6月—2002年7月，全国政协研究室副主任兼新闻办公室副主任） |

全国政协办公厅研究室
| 主任 - 卞晋平（2002年8月—2006年2月） - 刘佳义（2011年9月—2015年） - 舒启明（2015年—2019年4月，2017年6月起为全国政协副秘书长、全国政协机关党委书记兼） - 金学锋（2019年4月—2021年7月，2020年5月起为全国政协副秘书长兼） - 胡衡庐（2021年7月—） 巡视员 …… - 杜亚利（？—？） - 谷斌（？—？） - 李曰军（？—） | 副主任 - 刘正东（2002年7月—2006年1月） - 牛旭光（？—？） - 原冬平（？—？） - 翟有林（？—？） - 金学锋（2007年4月—2010年11月） - 侯建民（？—？） - 吴亚东（？—？） - 舒启明（2014年—2015年） - 黄安理（？—？） - 胡衡庐（2015年5月—2017年9月） 副巡视员 …… - 王普庆（？—？） - 熊树民（？—？） - 贾燕庚（？—？） - 薛奋飞（？—？） |

| 理论局局长 …… - 胡衡庐（2012年5月—2015年5月） - 李曰军（？—，巡视员兼） 理论局副局长 …… - 王贵平（？—？） - 胡衡庐（？—2012年5月） - 薛奋飞（？—？，副巡视员兼） - 韩冬梅（？—？） | 信息局局长 …… - 朱京生（？—？） - 谷斌（？—？，后为巡视员兼） - 韩冬梅（？—？） 信息局副局长 …… - 谷斌（？—？） - 贾燕庚（？—？） |